# Banderhal, Gangawati
Banderhal là một làng thuộc tehsil Gangawati, huyện Koppal, bang Karnataka, Ấn Độ.